# Ernst B. Haas
 Ernst Bernard Haas (* 1924 in Frankfurt am Main; † 6. März 2003) war ein amerikanischer Politikwissenschaftler. Im Theoriegebiet der Internationalen Beziehungen veröffentlichte er zahlreiche Schriften und Essays. Er war Mitglied der American Academy of Arts and Sciences (1962), als Berater vieler Internationaler Organisationen und gilt als theoretischer Entwickler des Neofunktionalismus.

## Leben
Ernst Haas wurde 1924 in Frankfurt am Main in Deutschland geboren und emigrierte 1938 mit seinen Eltern in die Vereinigten Staaten. Er studierte an der University of Chicago, verließ die Universität jedoch, um von 1943 bis 1946 beim Geheimdienst zu arbeiten.
Danach nahm er an der Columbia University ein Studium auf, das er 1952 mit einem Doktorgrad (Ph.D.) in Jura und Politikwissenschaft abschloss.
Haas war 57 Jahre mit seiner Frau Hildegarde Vogel Haas verheiratet. Gemeinsam haben sie einen Sohn, Peter M. Haas, der an der University of Massachusetts Amherst Professor für Politikwissenschaft ist.

## Akademische Laufbahn
Haas begann seine akademische Karriere an der UC Berkeley im Jahre 1951 und blieb der Universität bis zu seinem Tode treu.
Von 1969 bis 1973 war Haas Direktor des Lehrstuhls für Internationale Beziehungen, danach lehrte er weiter als Professor für Regierungsforschung am Department für Politische Wissenschaft. Nachdem Haas seine Professur 1999 niederlegte, war er weiterhin als Forscher tätig.

## Theorie
Haas forschte hauptsächlich zum Thema der Internationalen Integration. Nach seiner Ansicht bestand die Möglichkeit eines tiefgreifenden Wechsels in der Politik und Beziehung der europäischen Staaten zueinander durch die Verlagerungen politischer Kompetenzen auf ein neues, supranationales Zentrum. Insofern plädierte er für einen Binnenmarkt, begründete dies aber nicht nach den Argumentation des klassischen Liberalismus.
Die leitende Idee des von ihm begründeten Neofunktionalismus, einem Ansatz zur Erklärung von Integration, lautete vielmehr: Die Form folgt der Funktion. Solange das supranationale Zentrum bestimmte politische Aufgaben besser erfüllen kann als die Nationalstaaten, werden die Nationalstaaten das supranationale Zentrum weiter stärken und ihm weitere Kompetenzen zuweisen. Insofern hält Haas Staaten im internationalen System für einflussreich. Allerdings erwartet er, dass auch Interessengruppen und andere nationale Akteure die Lösungskompetenz der bürokratische Verwaltung von regionalen Organisationen anerkennen. In der Folge bilden die nationalen Akteure neue Identitäten aus und verlagern ihr Handeln in Richtung auf das supranationale Zentrum. Konsequenzen sind beispielsweise verändertes Verhalten der Akteure bei Interessenkonflikten. Sofern die Akteure erkennen, dass sie ihre Interessen supranational effektiver umsetzen können, verlagern sie immer mehr Entscheidungsgewalt auf supranationale Organisationen, die sich fortan, teilweise mit bindender Entscheidungskraft, um Problemlösungen und Umsetzungen auf immer mehr spezifischen Themengebieten kümmern.
Haas’ Werk wurde verbreitet als erklärender Ansatz für die rasche Entwicklung und den historischen Erfolg der Europäischen Union.
Kritisiert wurde jedoch das simplizistisch-mechanistische Erklärungsmuster, das ihm zugrunde liegt.
In seinen Spätjahren versuchte Haas, den Neo-Funktionalismus als Rational Choice-Ansatz bzw. Theorie der rationalen Entscheidung umzudeuten.

## Werk
- 1952. The reconciliation of conflicting colonial policy aims: acceptance of the League of Nations mandate system. Int. Organ. 6(4):521–36
- 1953. The balance of power as a guide to policy-making. J. Polit. 15(3):370–98
- 1958. The Uniting of Europe. Stanford: Stanford Univ. Press
- 1961. International integration: the European and the universal process. Int. Organ. 15(3):366–92
- 1964. Beyond the Nation State. Stanford: Stanford Univ. Press
- 1970. Human Rights and International Action. Stanford: Stanford Univ. Press
- 1978. Global Evangelism Rides Again: How to Protect Human Rights Without Really Trying. Univ. Calif. Policy Pap. No. 5, Berkeley, CA
- 1990. When Knowledge is Power: Three Models of Change in International Organizations. Berkeley: Univ. Calif. Press
- 1993. Beware the Slippery Slope: Notes Toward the Definition of Justifiable Intervention. Univ. Calif., Inst. Int. Stud. Policy Pap. No. 42, Berkeley, CA
- 1997. Nationalism, Liberalism and Progress. Vol. 1. The Rise and Decline of Nationalism. Ithaca, NY: Cornell Univ. Press
- 2000. Nationalism, Liberalism and Progress. Vol. 2. The Dismal Fate of New Nations. Ithaca, NY: Cornell Univ. Press
- 2004. The Uniting of Europe. University of Notre Dame Press, Neue Edition des Buches mit einem Vorwort v. E.B. Haas (= PDF-Download des Volltexts in der Edition „100 books“ des Europäischen Parlaments)

## Weblink
- UC Berkeley - Nachruf